# Brian Viglione
Brian Viglione (Greenville, 16 maggio 1979) è un batterista statunitense.
È il batterista di The Dresden Dolls e Scarlet Sails. È stato anche membro dei Violent Femmes (album We Can Do Anything del 2013 e successivo tour) e dei The World/Inferno Friendship Society, orchestra di punk cabaret di New York (ha partecipato al tour, scritto e registrato canzoni con loro nel 2008-2009). Conosciuto per il suo stile energetico ed espressivo, Viglione si è spesso unito a gruppi che incorporano stili musicali eclettici ed elementi teatrali. Polistrumentista, Viglione suona anche chitarra, basso, percussioni e canta in molte delle sue band con cui collabora, oltre a occuparsi del lavoro di produzione. Viglione ha anche suonato la batteria nell'album Ghosts I-IV dei Nine Inch Nails nel 2008, usando una batteria costruita da lui stesso con scarti di metallo e oggetti di recupero. Oltre al lavoro di registrazione e tournée, impartisce anche workshop di batteria per aiutare i partecipanti a sviluppare la propria creatività con lo strumento. Ha tenuto lezioni all'Università di Harvard e alla Rhode Island School of Design.
La sua attuale band Scarlet Sails, la cui cantante/tastierista nonché compositrice di tutti i brani è la moglie Olya Fomina Viglione, ha pubblicato l'omonimo EP nel 2016 e l'Album Future from The Past nel 2017.